# Кестењаста нимфа
Кестењаста нимфа (Coenonympha glycerion) је дневни лептир из породице шаренаца (Nymphalidae).

## Опис
Од сродника се разликује по нешто другачијој смеђој боји крила, а најсличнија јој је родопска нимфа (Coenonympha rhodopensis). Од ње се разликује по танкој оранж линији дуж руба задњег крила.

## Распрострањење
Ова врста живи у Источној Европи, и даље на исток све до Северне Кореје. Ареал у Србији је мозаичан, у многим пределима је одсутна.

## Биологија
У литератури се свуда наводи да има једну генерацију годишње, али подаци у бази Алцифрон несумњиво доказују да се код нас јавља и друга генерација кад год то временске прилике дозволе. Гусенице се хране разним травама.

## Sources
- Species info
- BioLib
- "Coenonympha Hübner, [1819]" at Markku Savela's Lepidoptera and Some Other Life Forms